# Alchemilla petiolulans
Alchemilla petiolulans är en rosväxtart som beskrevs av Robert Buser. Alchemilla petiolulans ingår i släktet daggkåpor, och familjen rosväxter. Inga underarter finns listade i Catalogue of Life.